# 清拭
清拭（せいしき、英: bed bath）は、入浴やシャワーを浴びることの出来ない患者、病弱な高齢者の皮膚の汚れを落とす目的で体を拭いてあげること。ただし、清拭は単に体の清潔を保つ（保清）だけではなく、マッサージ効果もあり血行も改善が期待できる他、何より親密なコミュニケーションも生まれ、心身に良い影響を与えることができる。看護現場では、「ベットバス」あるいは、「BB」ということもある。

## 概要
頭髪を除く全身の皮膚を清潔にするのを全身清拭、一部分に施行する場合を部分清拭という。病状により、全身清拭が、患者の負担になる場合は、部分清拭を２日から３日に分けて行うこともある。清拭の方法には、お湯と石鹸を使うやり方、お湯を使うやり方、お湯と沐浴剤を用いるやり方がある。皮膚に紅斑、丘疹、水疱などがあって痒み等がある場合には、ハッカ湯、よもぎ湯などを用いるやり方や、オリーブ油で汚れを一度とってからお湯で拭くというやり方もある。また、背部に熱いタオルを当てて、蒸らすような熱布清拭もある。それぞれ患者の状態に合わせて清拭の方法を選択し、皮膚の汚れを取り除いて、患者に気持ちよさをもたらすことが求められる。

## 実施
清拭を行う際には、まず患者の了解を得て、先に排泄を済ませてもらってから、室温を24℃程度に調整し、すきま風やエアコンの風が患者に直接当たらないようにする。洗面器に50℃から55℃くらいのお湯を用意し、差し湯用にピッチャーにも熱いお湯を用意する。洗面器のお湯が冷めてきたら、そこに継ぎ足すため。あとは終了後に体を拭く乾いたタオルと着替えの下着も用意する。

### 全身清拭（complete bed bath）
頭皮を除く全身の皮膚を清拭するもの。原則として、汚れの少ないところから、汚れの度合の高いところへと進める。
一般には、頭、耳、首、上肢、胸部、腹部の順。その後で、背部、腰部、下肢、あるいは下肢、背部、腰部と進む。最後が、陰部。
患者が自分でできそうなところは、熱いタオルを渡して自分でやってもらう。手、足はお湯の入った洗面器につけて、手浴、足浴を組み合わせて実施する。足湯は、リラックス効果が大きい。

### 部分清拭（partial bed bath）
上半身、下半身、あるいは背部だけというような清拭。患者が消耗している場合や清拭を好まないような場合、全身清拭を2日から3日くらいに分けて計画的に実施する。
また、排泄物や吐瀉物が体についたり、発汗などで部分的に汚れたりという場合も、部分清拭をする。

### 清拭車
清拭に必要なタオルを加湿したり保温することの出来る装置で、移動することが出来るもの。水で絞ったタオルを加温器に入れて、タオルを熱くする。60℃以上になると、取り出すのにゴム手袋が必須になる。

## 参考資料
- NTT東日本関東病院看護部 著、木下佳子 編『完全版 ビジュアル臨床看護技術ガイド: 全51看護技術』（第3版）照林社、2015年2月。ISBN 9784796523400。
- 見藤隆子、小玉香津子、菱沼典子 編『看護学事典』日本看護協会出版会、2003年5月、373頁。ISBN 481800992X。 NCID BA62090855。